# Литература и кино
«Литерату́ра и кино́» — ежегодный кинофестиваль кино, анимации и сериалов, в основу которых легли произведения российской и зарубежной литературы, а также проектов,  рассказывающих о жизни и творчестве деятелей культуры. Проводится с 1995 года в Гатчине. Фестиваль проходит при поддержке Правительства Ленинградской области и Администрации Гатчинского муниципального округа.
XXXI фестиваль проходил с 17 по 21 июня 2025 года.
С 2014 по 2021 год в Гатчине также проходили 8 кинофестивалей «Литература и кино — детям».

## История
Идея создания кинофестиваля экранизаций принадлежит журналисту Светлане Ивановой. Она вместе с мужем, ректором Литературного института имени А. М. Горького Сергеем Есиным и заслуженным работником культуры Российской Федерации, директором кинотеатра «Победа» Генриеттой Ягибековой являются основателями кинофестиваля «Литература и кино».
Место проведения фестиваля, объединяющего литературу и кинематограф, — было выбрано не случайно. Гатчинская земля — место историческое и литературное, имеет отношение не только к настоящему, но и к прошлому кино. В 1896 году в Гатчине частично проходили съёмки первой документальной ленты, посвященной восшествию на престол Николая II. Всего же в этих местах снято более 100 документальных, научно-популярных, художественных фильмов. 
История Гатчинской земли связана с именами Александра Пушкина, Владимира Набокова, Михаила Салтыкова-Щедрина, Михаила Ипполитова-Иванова, Исаака Шварца, Фёдора Васильева, Павла Щербова и др. 
Гран-при кинофестиваля «Гранатовый браслет», названный в честь одноимённой повести, напоминает, что в Гатчине жил и творил Александр Куприн.
Программа каждого кинофестиваля включает в себя кинопоказы от ретроспектив до современных авторских картин. Проходят творческие встречи с актёрами, режиссёрами и писателями, а также различные круглые столы, мастер-классы, концерты и иные кинематографические и литературные активности.
В разные годы почётными гостями фестиваля и членами жюри становились: Ежи Гофман, Катрин Денёв, Тонино Гуэрра, Кшиштоф Занусси, Лев Аннинский, Эльдар Рязанов, Игорь Масленников, Сергей Урсуляк, Станислав Говорухин, Алиса Фрейндлих, Олег Басилашвили, Владимир Зельдин, Клара Лучко, Валентин Гафт, Кирилл Лавров, Инна Макарова, Александра Маринина, Исаак Шварц, Андрей Петров, Георгий Портнов, Михаил Светин, Дмитрий Месхиев, Георгий Штиль, Сергей Шакуров, Лариса Лужина, Любовь Казарновская, Людмила Чурсина, Татьяна Пилецкая, Василий Лановой, Алексей Петренко, Виктор Сухоруков, Алла Демидова, Наталья Варлей, Ирина Муравьёва, Сергей Пускепалис, Евгений Миронов, Татьяна Догилева, Светлана Светличная, Сергей Никоненко, Светлана Немоляева, Александр Адабашьян, Лариса Малеванная, Юрий Назаров, Елена Соловей и многие другие деятели культуры.

## Руководство

### Президенты
- Даниил Гранин (1995[9]—?)
- Светлана Крючкова (2008)[10]
- Владимир Литвинов (2021[11]—2024[12])
- Владимир Грамматиков (с 2025)[13]

### Генеральные директора / Директора
- Генриетта Ягибекова (1995—2007)[14]
- Елена Тимофеева (2008, 2012—2013)[15]
- Татьяна Агафонова (2009—2011)[16]
- Анна Моденова (2014—2020)[17][18]
- Руслан Тихомиров (2021)[19]
- Александра Хачатрян (2022[20]—2023[21])
- Михаил Славский (с 2024)[22]

### Председатели отборочных комиссий / Программные директора
- Светлана Хохрякова (2014[23], 2017[24]—2023[25])
- Лилия Володина (2016[26])
- Сергей Симаков (с 2024)[27]

## Учредители
По состоянию на 2025 год:
- Правительство Ленинградской области
- Администрация Гатчинского муниципального округа

## Призы
По состоянию на 2025 год:
- Приз за лучший фильм — Гран-при «Гранатовый браслет»
- Приз за лучший полнометражный игровой фильм-экранизацию
- Приз за лучший полнометражный игровой детско-юношеский фильм-экранизацию
- Приз за лучший игровой сериал-экранизацию
- Приз за лучший сценарий-адаптацию для кино
- Приз за лучший сценарий-адаптацию для сериала
- Приз за лучший полнометражный неигровой фильм
- Приз за лучшую мужскую роль
- Приз за лучшую женскую роль
- Приз имени Андрея Петрова за лучшую музыку к фильму
- Приз имени Андрея Москвина за лучшую операторскую работу
- Приз за лучший короткометражный игровой художественный фильм-экранизацию
- Приз за лучший короткометражный неигровой фильм
- Приз за лучший полнометражный игровой анимационный фильм-экранизацию
- Приз за лучший короткометражный анимационный фильм
- Приз зрительских симпатий имени Клары Лучко
- Приз попечительского совета

## Лауреаты гран-при
- 1995 — «Хромые внидут первыми» по рассказам Фланнери О’Коннор (реж. Михаил Кац)
- 1996 — «Эликсир» по мотивам произведений Эрнеста Теодора Амадея Гофмана (реж. Ирина Евтеева)
- 1997 — «Концерт для крысы» по мотивам произведений Даниила Хармса (реж. Олег Ковалов)
- 1998 — «В той стране» по мотивам рассказов Бориса Екимова (реж. Лидия Боброва)
- 1999 — не присуждён
- 2000 — «Барак» по новелле Виктора Петрова «Ольга Ледоход» (реж. Валерий Огородников)
- 2001 — «Бедная Лиза» по одноимённой повести Николая Карамзина (реж. Слава Цукерман)
- 2002 — «Ты да я, да мы с тобой» по рассказу Вячеслава Пьецуха «Двое из будки 9-го километра» (реж. Александр Велединский)
- 2003 — «Превращение» по мотивам одноимённой повести Франца Кафки (реж. Валерий Фокин)
- 2004 — «Бедный, бедный Павел» по мотивам пьесы Дмитрия Мережковского «Павел I» (реж. Виталий Мельников)
- 2005 — «Анна» по мотивам пьесы Александра Островского «Без вины виноватые» (реж. Евгений Гинзбург)
- 2006 — «Не хлебом единым» по одноимённому роману Владимира Дудинцева (реж. Станислав Говорухин)
- 2007 — «Андерсен. Жизнь без любви» по биографии Ханса Кристиана Андерсена (реж. Эльдар Рязанов)
- 2008 — «Артистка» по пьесе Валерия Мухарьямова (реж. Станислав Говорухин)
- 2009 — «Живи и помни» по мотивам одноимённой повести Валентина Распутина (реж. Александр Прошкин)
- 2010 — «Палата № 6» по мотивам одноимённой повести Антона Чехова (реж. Карен Шахназаров при участии Александра Горновского)
- 2011 — «Волки» по мотивам одноимённой повести Александра Чекменёва (реж. Александр Колбышев)
- 2012 — «Поклонница» по мемуарам Лидии Авиловой (реж. Виталий Мельников)
- 2013 — «Искупление» по одноимённому роману Фридриха Горенштейна (реж. Александр Прошкин)
- 2014 — «Куприн. Впотьмах» по произведениям Александра Куприна «Люция», «Впотьмах», «Путаница», «Система», «Молох» (реж. Андрей Эшпай)
- 2015 — «Класс коррекции» по мотивам одноимённой повести Екатерины Мурашовой (реж. Иван И. Твердовский)
- 2016 — «Наум Коржавин. Время дано...» к 90-летию Наума Коржавина (реж. Павел Мирзоев)
- 2017 — «Забытые полёты» о людях из окружения Максимилиана Волошина (реж. Андрей Осипов)
- 2018 — «Холодное танго» по мотивам повести Эфраима Севелы «Продай твою мать» (реж. Павел Чухрай)
- 2019 — «Знаешь, мама, где я был?» по мотивам детских воспоминаний и рисунков Резо Габриадзе (реж. Леван Габриадзе)
- 2020 — «Отряд Таганок» по мотивам повести Мустая Карима «Таганок» (реж. Айнур Аскаров)
- 2021 — «Общага» по роману Алексея Иванова «Общага-на-Крови» (реж. Роман Васьянов)
- 2022 — «Шамбала» по мотивам повести Чингиза Айтматова «Белый пароход» (реж. Артыкпай Суюндуков)
- 2023 — «Щелкунчик, пианино и венок из одуванчиков» по мотивам сказки Эрнеста Теодора Амадея Гофмана «Щелкунчик и Мышиный король» и судеб детей блокадного Ленинграда (реж. Ирина Евтеева)
- 2024 — «Снегирь» по роману Георгия Владимова «Три минуты молчания» (реж. Борис Хлебников)
- 2025 — «Легенды наших предков» по уральскому фольклору (реж. Иван Соснин)